# Molophilus (Molophilus) subretrorsus
Molophilus (Molophilus) subretrorsus is een tweevleugelige uit de familie steltmuggen (Limoniidae). De soort komt voor in het Neotropisch gebied.